# Philip R. Faymonville
Philip Ries Faymonville, né le 30 avril 1888 en Californie et mort le 29 mars 1962, est un militaire des États-Unis d'Amérique, qui fut attaché militaire à l'ambassade américaine à Moscou (en), de 1934 à 1939, puis fut chargé de superviser l'aide américaine à l'URSS, dans le cadre des accords Prêt-Bail, de 1941 à 1943.

## De la Russie révolutionnaire au Japon
Diplômé de l'université Stanford et de l'Académie militaire de West Point, en 1912, il fut nommé sous-lieutenant artilleur, près de la frontière mexicaine puis aux Philippines, avant l'entrée en guerre des États-Unis dans la Première Guerre mondiale, en 1917. En août 1918, il fit partie du corps expéditionnaire américain envoyé à Vladivostok, puis, en janvier 1922, il fut envoyé comme observateur militaire en Sibérie, dans la région de Tchita. De 1923 à 1926, il fut attaché militaire à l'ambassade américaine à Tokyo, au Japon.

## Attaché militaire en URSS et admirateur du régime stalinien

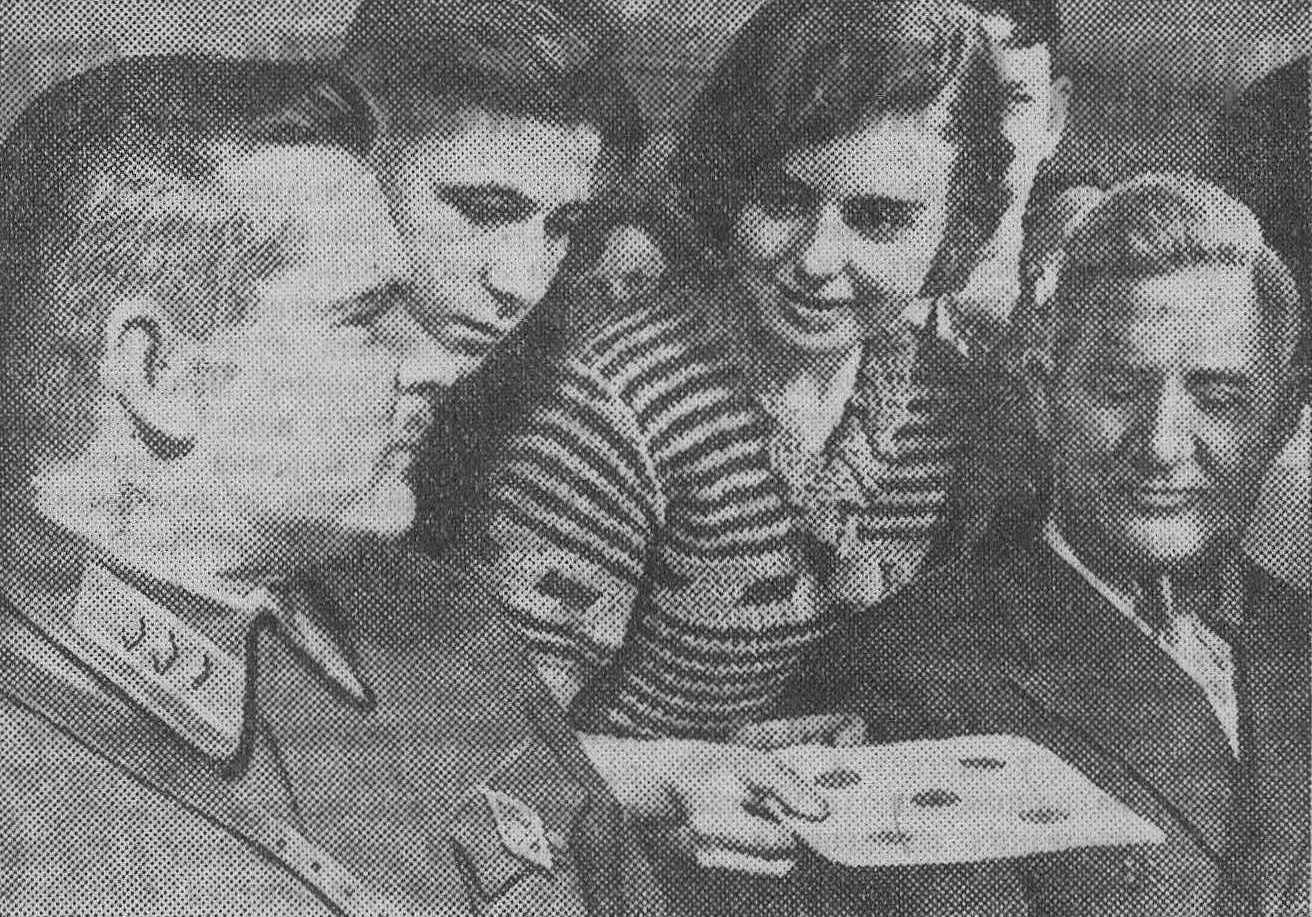
Philip R. Faymonville (à droite) avec un officier de l'Armée rouge, Robert Eideman en 1936.

En 1934, il est nommé attaché militaire à l'ambassade des États-Unis d'Amérique, à Moscou, alors que l'ambassadeur est William C. Bullitt. Si ce dernier ne se faisait aucune illusion sur le régime soviétique, Faymonville, lui, ne tarit pas d'éloges sur le régime stalinien. Il fut sur la même longueur d'onde que le nouvel ambassadeur, Joseph E. Davies, nommé fin 1936, par le président Franklin D. Roosevelt et qui admira rapidement la politique de Staline, trouvant justifiées les condamnations à mort aux procès de Moscou, envoyant à l'échafaud les vieux bolcheviks, durant les Grandes Purges, qui frappèrent le parti communiste d'URSS, de 1936 à 1938. Sa réputation d'apologiste de Staline le fit revenir aux États-Unis, en 1939, le nouvel ambassadeur à Moscou, Laurence Steinhardt étant moins naïf que son prédécesseur.
Lors de l'attaque de l'URSS par la Wehrmacht, le 22 juin 1941, les États-Unis apportèrent une aide militaire aux soviétiques dans le cadre de la Prêt-Bail, votée le 11 mars 1941, qui permettait de fournir du matériel militaire et civil aux pays en guerre avec les puissances de l'Axe. Il fut nommé, le 13 juillet 1941, à Washington, dans le service chargé de superviser les accords d'aide militaire à l'URSS. Il fit partie d'une délégation anglo-américaine, dirigée par Averell Harriman et Lord Beaverbrook, qui rejoignit Moscou le 28 septembre 1941, pour parler de l'aide militaire allié à l'URSS. Il resta en URSS jusqu'en 1943, pour superviser l'aide militaire américaine aux soviétiques, au grand désespoir de l'ambassade américaine à Moscou, qui le prenait pour un agent du NKVD et le surnommait le « Général rouge ».
Relevé de ses fonctions en 1943, il prit sa retraite militaire en 1948.